# Kartuli Pilmi
Kartuli Pilmi (en georgiano: ქართული ფილმი, en ruso: Грузия-фильм, Grúziya-film; literalmente traducido como «Georgia-film») son unos estudios de cine de Tiflis, Georgia. Los estudios fueron fundados en 1921 y son los más grandes e importantes de Georgia. Alcanzaron gran notoriedad durante la época soviética, cuando se filmaron en los estudios algunas de las mejores películas del cine georgiano.

## Historia
Kartuli Pilmi fue fundada en 1921 en la antigua República Socialista Soviética de Georgia como la rama georgiana de cine del Comisariado de Educación. En 1923 la sección de cine se reorganizó en un fideicomiso bajo el nombre de Industria Cinematográfica Estatal de Georgia. El estudio fue renombrado Sakhkinmretsvs (en georgiano: სახკინმრეწვს, en ruso: Тбилисская киностудия, Tbilísskaya kinostúdiya, «Estudio de Tiflis») en 1938 y adquirió su denominación actual, Kartuli Pilmi, en 1953.

## Filmografía
La siguiente es una selección de las mejores películas del estudio:
- La fortaleza de Suram (სურამის ციხე, Suramis ts’ikhe) de Iván Perestiani, 1922
- Sal para Svanetia (მარილი სვანეთს, Marili svanet’s), documental mudo, dirigido por Mijaíl Kalatózov, 1930
- El gran amanecer (დიადი განთიადი, Diadi Gant’iadi) de Mijeíl Chiaureli, 1938
- Abril (აპრილი, Aprili) de Otar Iosseliani, 1961
- Melodías del barrio de Vera (ვერის უბნის მელოდიები, Veris ubnis melodiebi) de Giorgi Shengelaya, 1973
- El árbol del deseo (ნატვრის ხე , Natvris khe) de Tengiz Abuladze, 1976
- Amor a primera vista (ერთი ნახვით შეყვარება, Erti nakhvit shekvareba) de Rezo Esadze, 1977
- El día es más largo que la noche (Dges game utenebia) de Lana Gogoberidze, 1984
- Ashik Kerib (en georgiano: აშიკი ქერიბი, en azerí: Aşıq Qərib), coproducción georgiano-azerí, de Serguéi Paradzhánov, 1988